# Adam Chenot
Adam Chenot (* 19. August 1722 in Habaru–Lavaux, Wallonien; † 12. Mai 1789 in Wien) war ein belgisch-luxemburgischer Arzt, Sanitätsphysikus und Protomedicus in Siebenbürgen.

## Leben
Adam Chenot wurde in Habaru-Lavaux in der Nähe von Arlon geboren. Hinsichtlich seines Geburtsdatums und Geburtsortes gibt es unterschiedliche Angaben. Jedoch konnte im Staatsarchiv in Arlon eine Geburtsurkunde gefunden werden, die besagt, dass Chenot in der Gemeinde Habaru am 19. August 1722 als Sohn des Müllers Lambert Chenot und der Müllerin Anna geborene Paquot geboren und getauft wurde. Chenot studierte Medizin in Wien. Dort wurde er mit Gerard van Swieten bekannt, dem Leibarzt der Kaiserin Maria Theresia. Van Swieten wurde später ein Gönner von Chenot. Am 21. August 1755 legte Chenot das medizinische Examen ab und verteidigte mit Erfolg die Hippokratischen Aphorismen. Auf kaiserlichen Befehl wurde er plötzlich nach Hermannstadt in Siebenbürgen geschickt, weil dort die Pest ausgebrochen war. Er konnte erst dort sein Diplom entgegennehmen. In Hermannstadt war bereits 1737 durch Kaiser Karl VI. eine Sanitätskommission gegründet worden. Zusammen mit dem Wundarzt Kurtz reiste Chenot von Hermannstadt nach Kronstadt zur Bekämpfung der Pest in der Oberen Vorstadt. Diesen Teil der Stadt ließ Chenot durch einen Militärkordon abtrennen. Am 24. Juni 1756 erkrankte auch Chenot an der Pest, aber er überlebte die Krankheit. Seine Erfahrungen schrieb er in dem Tractatus de peste nieder. In Kronstadt verstarben weniger Erkrankte als im Umland. Dies hing mit der ärztlichen und pflegerischen Versorgung im Lazarett zusammen. Nach erfolgreicher Bekämpfung der Pest wurde Chenot am 7. Januar 1758 zum Sanitätsphysik für Siebenbürgen mit Sitz in Hermannstadt ernannt. Er wurde vom Magistrat im Bausnerischen Haus in der Reispergase untergebracht. Chenot unternahm Visitationsreisen ins Burzenland. Die Sanitätskommission erhielt durch Chenot eine hohe Bedeutung. Chenot empfahl Chinin zur Behandlung der Pest und wandte sich gegen den Aderlass als Mittel zur Heilung. Da es während der Herrschaft einer Pestepidemie Gefahr bringen konnte, Feuer und Räucherungen anzuwenden, wenn der Wind aus unterschiedlichen Richtungen wehte, sprach sich Chenot, anders als im Jahrhundert zuvor der Wiener Arzt Paul de Sorbait, dafür aus, die verpesteten Dinge im Wasser zu reinigen. Paul de Sorbait hatte sich dafür ausgesprochen, die verpesteten Dinge einzugraben. Im Jahr 1770 kam es durch walachische Flüchtlinge zum erneuten Ausbruch der Pest, die Kronstadt und Fogaras sowie umliegende Orte erreichte. Chenot sprach sich für zwei militärische Pestkordons aus, von denen einer über den Rote Turm Pass führte. Aufgrund seiner scharfen Beobachtungsgabe sprach sich Chenot in manchen Fällen für eine Verkürzung der Kontumaz aus.

### Erfahrungen mit der Pest
Chenot berichtete, dass die Pestkranken in ihrem Unrat lagen, die notwendige Anzahl von Wundärzten, Boten, Einkäufern, Türhütern, Köchen und Krankenwärtern nicht zur Verfügung standen und dass die Pestordnungen deshalb nicht eingehalten werden konnten. Die zur Verfügung stehenden Krankenwärter seien grob, die Heilmethode der Ärzte sei häufig schädlich und die Spitäler seien überfüllt. Manchmal würden Tote und Lebende in einem gemeinsamen Bett liegen, weil die Leichen noch nicht entfernt waren. Mönche und Seelsorger seien vielerorts die Einzigen, die den Kranken Trost zusprechen würden. Chenots Erfahrungen mit der Pest wurden aus den seinen nachgelassenen Unterlagen 1799 von seinem Schüler Franciscus (Franz) Schraud publiziert.

### Protomedicus von Siebenbürgen
1774 wurde Chenot Protomedicus von Siebenbürgen. Als solcher hatte er die Aufsicht über Ärzte, Wundärzte, Hebammen und Apotheker. Er war auch mit der gehäuft auftretenden Syphilis konfrontiert. In Zusammenhang mit der Bekämpfung dieser Krankheit beschwerte er sich über die Mehrarbeiten für Ärzte durch „Verwaltungslasten“, wie beispielsweise dem Aufzeichnen von Patientendaten oder dem Aufbau von Spitälern. Dies alles dürfe nicht über die Einzelfürsorge gestellt werden, dürfe das Vertrauensverhältnis der Arzt–Patient–Beziehung nicht trüben. Im Jahr 1779 wurde Chenot vom moldauischen Woiwoden Constantin Moruzi nach Jassy berufen, um dessen Tochter Sultana zu untersuchen. Chenot stellte bei der Patientin eine Hysterie fest.
Im November 1783 reiste Chenot nach Wien (vgl. Wiener Medizinische Schule) und bekleidete hier die Stellung eines Sanitätsrates und Referenten in Sanitäts- und Kontumazangelegenheiten. Er überzeugte die „Hofcommission in Sanitätssachen“ 1785, dass Quarantänemaßnahmen nicht ständig notwendig seien, sondern nur dann wenn tatsächlich ein Pestausbruch vorliegt.
Adam Chenot verstarb am 12. Mai 1789 in Wien. Auf dem Totenenschein wird als Todesursache Herzklopfen angegeben. Chenot wurde im Matzleinsdorfer Friedhof beigesetzt.

## Ehrung
- 19. September 1771: Chenot erhielt von Kaiserin Maria Theresia die Goldene Medaille 1. Klasse für seine Erfolge in der Pestbekämpfung.

## Werke
- Tractatus de Peste, Trattner Vindobonae 1766 (Digitalisat).
- Franz Schraud: Adami Chenot Historia pestis transilvanicae annorum 1770 et 1771, Buda (Ofen) 1799.